# John Fogerty
John Cameron Fogerty (ur. 28 maja 1945 w Berkeley) – amerykański wokalista, gitarzysta i autor tekstów, znany głównie z występów w rockowym zespole Creedence Clearwater Revival. W 2003 roku znalazł się na 40. miejscu na liście 100 najlepszych gitarzystów wszech czasów według magazynu Rolling Stone, znalazł się też na 72. miejscu wśród najlepszych piosenkarzy w rankingu tego pisma.

## Creedence Clearwater Revival
John i jego brat, Tom Fogerty swój pierwszy zespół zwany 'Tommy Fogerty and the Blue Velvets' (przemianowany później na 'The Golliwogs') założyli w późnych latach pięćdziesiątych w El Cerrito (Kalifornia). Zespół ten nie odniósł znaczących sukcesów.
W 1966 roku został powołany do wojska, ale zamiast tego odbył służbę zastępczą w jednostce rezerwy. Służył w Fort Bragg, Fort Knox i Fort Lee. Został zwolniony w 1967 r.
W 1967 r. zespół zmienił nazwę na 'Creedence Clearwater Revival', a John Fogerty zaczął sprawować nad nim pełną kontrolę. W 1968 r. grupa wydała swój pierwszy album zatytułowany Creedence Clearwater Revival; ponadto ukazał się singel Susie Q.
Dobra passa zespołu trwała aż do 1971 roku. W tym czasie zespół wydał pięć albumów. Niespodziewanie z zespołu odszedł Tom Fogerty, niezadowolony ze zbyt wysokiej pozycji brata w zespole. John domagał się, aby pozostali członkowie zespołu – Stu Cook i Doug Clifford – wzięli udział w nagraniu pozostałej części materiału na nowy album, Mardi Gras. Doug i Stu zaprotestowali, twierdząc, że "to nie powinien być już album CCR" oraz że "fani tego nie zrozumieją". John odparł wtedy, że "mój głos jest wyjątkowym instrumentem i nie użyczę go waszym utworom". Fogerty zagroził, że rozwiąże zespół, jeśli jego ultimatum nie zostanie przyjęte.
Mardi Gras był ostatnim studyjnym albumem Creedence Clearwater Revival. Zespół został rozwiązany.

## Dyskografia solowa
- 1973 The Blue Ridge Rangers[5]
- 1975 John Fogerty[6]
- 1985 Centerfield[7]
- 1986 Eye of the Zombie[8]
- 1997 Blue Moon Swamp[9]
- 1998 Premonition[10]
- 2004 Deja Vu All Over Again[11]
- 2007 Revival[12]
- 2009 The Blue Ridge Rangers Ride Again[13]
- 2013 Wrote a Song for Everyone[14]
- 2019 50 Year Trip [Live at Red Rocks][15]
- 2020 Fogerty's Factory[16]

## Publikacje
- John Fogerty, Jimmy McDonough, Fortunate Son: My Life, My Music, 2015, Little, Brown and Company, ISBN 978-0-316-24457-2

## Filmografia
- Sound City (jako on sam, 2013, film dokumentalny, reżyseria: Dave Grohl)[17]